# مارس (شهرستان آئورگازینسکی، باشقیرستان)
مارس (به لاتین: Mars) یک منطقهٔ مسکونی در روسیه است که در باشقیرستان واقع شده‌است.